# Talang Benteng
Talang Benteng is een bestuurslaag in het regentschap Empat Lawang van de provincie Zuid-Sumatra, Indonesië. Talang Benteng telt 1893 inwoners (volkstelling 2010).